# 利伯高
利伯高（英語：Patrick Cleary；1886年3月3日—1970年10月23日）是天主教愛爾蘭籍主教及聖高隆龐外方傳教會會士。曾任江西建昌府宗座監牧區宗座監牧、南城宗座代牧區宗座代牧（1933年-1946年）、南城教區主教（1946年-1970年）。

## 生平
利伯高出生在1886年3月3日，英國聯盟時期西岸克萊爾郡的小鎮Kildysart。1911年6月18日，25岁晋升神甫。1918年6月29日（31岁）入圣高隆庞外方传教会。1931年12月17日到达中國传教。
1933年7月21日（47岁）由教廷任命为江西建昌府宗座監牧區首任宗座监牧。1938年12月13日（52岁），升为南城宗座代牧，領銜塞浦路斯阿馬通特教區主教。1939年4月16日，由赣州和若望主教祝圣 。
1946年4月11日，罗马教廷建立中国圣统制，利伯高任南城教区主教。
1952年冬，利伯高主教被驱逐出境。1970年10月23日，利伯高主教去世，年84岁。